# David Diach
David Ángelo Diach Madrigal (San José, 7 de junio de 1974) es un exfutbolista costarricense.

## Trayectoria
| Club                       | País        | Año         |
| -------------------------- | ----------- | ----------- |
| Liga Deportiva Alajuelense | Costa Rica  | 1999        |
| Trikala F.C.               | Grecia      | 1999        |
| Paniliakos F.C.            | Grecia      | 2000        |
| Ceará Sporting Club        | Brasil      | 2002        |
| Guanacasteca               | Costa Rica  | 2002 - 2003 |
| Club Sport Herediano       | Costa Rica  | 2003 - 2004 |
| Brujas Fútbol Club         | Costa Rica  | 2004 - 2005 |
| Club Sport Cartaginés      | Costa Rica  | 2005 - 2006 |
| Luis Ángel Firpo           | El Salvador | 2006        |
| Herediano                  | Costa Rica  | 2007        |
| Carmelita                  | Costa Rica  | 2007 - 2008 |
| Limón FC                   | Costa Rica  | 2008        |
| América de Chimaltenango   | Guatemala   | 2009 - 2010 |
| CD Barrio México           | Costa Rica  | 2011 - 2012 |
| Paraíso Total              | Costa Rica  | 2012        |
| AD Juventud Escazuceña     | Costa Rica  | 2012        |
| CD Barrio México           | Costa Rica  | 2013 - 2014 |
| AD Juventud Escazuceña     | Costa Rica  | 2014 - 2016 |
| Sagrada Familia            | Costa Rica  | 2017        |